# Kanton Aire-sur-l'Adour
Aire-sur-l'Adour is een voormalig kanton van het Franse departement Landes. Het kanton maakte deel uit van het arrondissement Mont-de-Marsan. Het is opgeheven bij decreet van 18.2.2014. De gemeenten maken sinds de departementale verkiezingen op 22.3.2015 deel uit van het nieuwe kanton Adour Armagnac.

## Gemeenten
Het kanton Aire-sur-l'Adour omvatte de volgende gemeenten:
- Aire-sur-l'Adour (hoofdplaats)
- Bahus-Soubiran
- Buanes
- Classun
- Duhort-Bachen
- Eugénie-les-Bains
- Latrille
- Renung
- Saint-Agnet
- Saint-Loubouer
- Sarron
- Vielle-Tursan